# IX Mostra Internazionale di Architettura
La Nona Biennale di Architettura di Venezia curata da Kurt W. Foster, si è tenuta nel 2004, dal 12 settembre al 7 novembre.

## La Mostra
Il titolo della mostra, Metamorph, si definisce a partire dal testo di Ovidio Le metamorfosi con uno specifico riferimento a La casa della fama.
Secondo il curatore infatti:
I progetti in mostra esplorano il mondo dell'architettura cercando, secondo la volontà espressa da Foster, di proporre e discutere piuttosto che limitarsi ad illustrare. Oltre a plastici e progetti di famosi studi di architettura, è forte la presenza di opere fotografiche che esplorano i momenti chiavi della trasformazione della pratica.
Forster si è avvalso della collaborazione di Nanni Baltzer e Matteo Cainer per la curatela dell'intera mostra Metamorph.
Il costo dell'intera operazione espositiva si aggira intorno ai cinque milioni e mezzo di euro.

### L'esposizione
La mostra, all'interno delle Corderie dell'Arsenale e l'Arsenale, si articola in otto sezioni concettuali, che non procedono in senso lineare, ma si intrecciano e sovrappongono:
- Concert Halls
- Episode
- Transformation
- Topography
- Surfaces
- Atmosphere
- Hyper-projects
- Morphing lights, Floating shadow

Una sezione a parte è quella dedicata alle partecipazioni nazionali all'interno dei Giardini.
Quaranta i paesi partecipanti: Argentina, Austria, Belgio, Brasile, Canada, Cile, Croazia, Repubblica di Cipro, Repubblica Ceca Repubblica Slovacca, Danimarca, Egitto, Estonia, Finlandia, Francia, FYROM, Georgia, Germania, Gran Bretagna, Grecia, Ungheria, IILA, Irlanda, Israele, Italia, Giappone, Repubblica di Corea, Lettonia, Lussemburgo, Paesi Bassi, Finlandia, Norvegia, Svezia, Polonia, Portogallo, Romania, Russia, Serbia e Montenegro, Singapore, Slovenia, Spagna, Svizzera, Stati Uniti d'America.

### Premi
- Il leone d'oro alla carriera è stato assegnato all'architetto americano Peter Eisenman, padre del decostruttivismo.
- Il premio speciale per l'opera più riuscita della sezione Concert Halls è assegnato allo studio danese/belga Plot di Julien De Smedt e Bjarke Ingels, per il progetto della Concert House Stavanger in Norvegia.
- Il premio speciale per l'opera più riuscita della sezione Episodes è assegnato al fotografo tedesco Armin Linke e all'architetto italiano Piero Zanini, per l'installazione Alpi.
- Il premio speciale per l'opera più riuscita della sezione Transformations è assegnato all'architetto austriaco Günther Domenig, per il Documentation Centre at the Party Rally Grounds di Norimberga, in Germania.
- Il premio speciale per l'opera più riuscita della sezione Topography è assegnato allo studio Foreign Office Architects Ltd, per il Novartis Car Park di Basilea, Svizzera.
- Il premio speciale per l'opera più riuscita della sezione Surfaces è assegnato all'architetto giapponese Shuhei Endo, per il progetto Springtecture.
- Il premio speciale per l'opera più riuscita della sezione Atmosphere è assegnato allo studio australiano PTW Architects pty Ltd and the Chinese partners CSCEC + Design, per il progetto National Swimming Center, Pechino Olympic Green, Cina.
- Il premio speciale per l'opera più riuscita della sezione Hyper-Projects è assegnato a Martines Lapeña-Torres Arquitectos, per l'Esplanada Forum di Barcellona.
- Il premio speciale per l'opera più riuscita della sezione Morphing Lights, Floating Shadows (Fotografia) è assegnato alle immagini di Marte scattate dalla NASA in collaborazione con JPL e la Cornell University.
- Il leone d'oro per la miglior partecipazione nazionale è stato vinto dal padiglione del Belgio con l'installazione Kinshasa, la Città dell'Immaginario.